# Nanov, Teleorman
Nanov este satul de reședință al comunei cu același nume din județul Teleorman, Muntenia, România. Se află în partea centrală a județului, în Câmpia Găvanu-Burdea, pe malul drept al Vedei.